# 文斯林根

文斯林根徽章

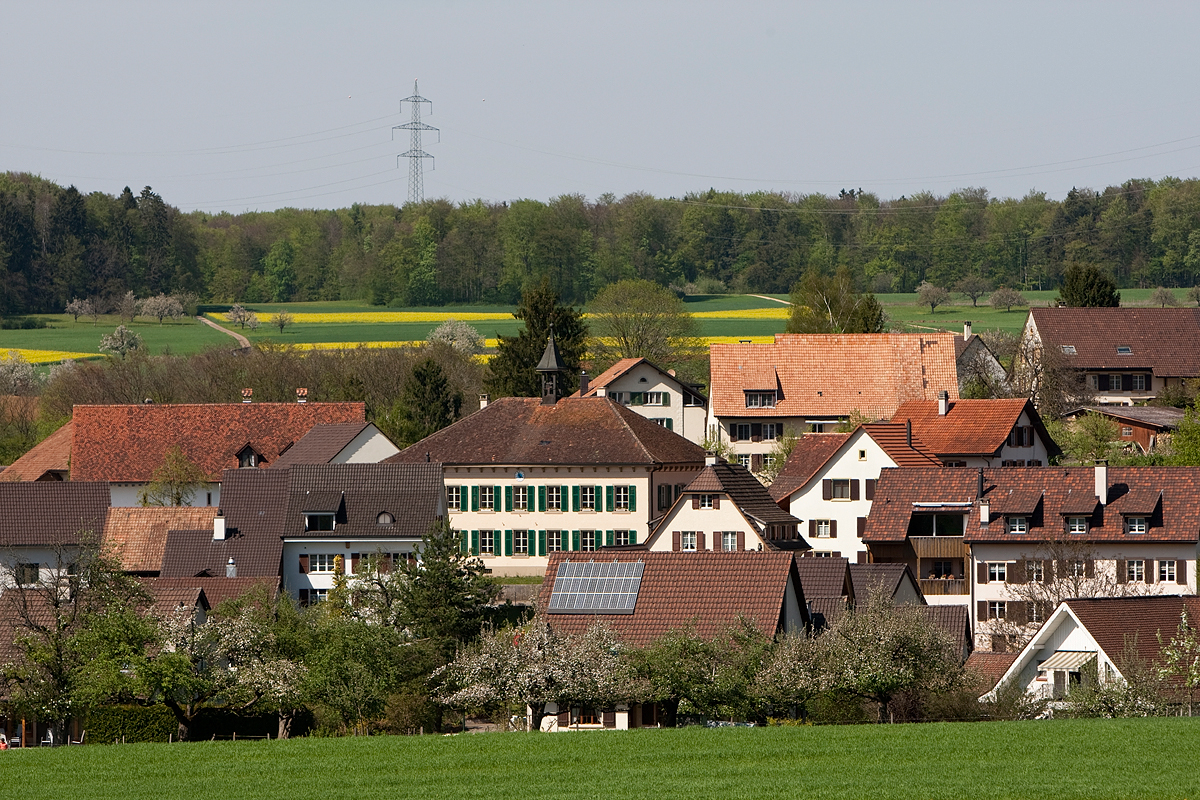
文斯林根的城鎮

文斯林根是瑞士的城鎮，位於該國北部，由巴塞爾鄉村州負責管轄，面積5.91平方公里，海拔高度571米，2012年人口703，七成人口信奉基督教，人口密度每平方公里119人。

## 外部連結
- Official website （页面存档备份，存于）